# Світла вулиця (Київ, Шулявка)
Сві́тла вулиця — зникла вулиця, що існувала в Радянському районі (нині — територія Шевченківського району) міста Києва, місцевість Шулявка. Пролягала від Старопіщаного до Борщагівського провулку.

## Історія
Вулиця виникла в 1-й третині XX століття під назвою Новопіщаний провулок. Назву Світла вулиця отримала 1955 року. 
Офіційно ліквідована 1977 року. Фактично ж зникла разом із навколишньою малоповерховою забудовою та усією вуличною мережею Лівої Шулявки в 2-й половині 1960-х років і частково поглинутий Борщагівською вулицею, трасу якої в початковій частині тоді було змінено.